# Simon Michelena
Simon Michelena (Antwerpen, 1995), bekend onder zijn artiestennaam Simon, is een Belgische singer-songwriter en rapper met Baskische roots. 

## Biografie
Simon begon zijn muzikale carrière als rapper in het hiphop-collectief Roedel. In 2018 brachten ze hun debuutalbum Hondsdolheid uit en in 2021 hun tweede album 247.
In 2019 bracht Simon zijn eerste solonummers uit, eerst onder de artiestennaam Mitxelena, later als Simon. In 2020 bracht hij zijn debuut-ep Bitter maar zoet uit. In 2020 bracht hij de ep Caravan Tapes uit, waarna hij in 2021 meedeed aan de Nieuwe Lichting van Studio Brussel. Met zijn single Hart van steen bemachtigde hij een plekje in de finale van de wedstrijd.
Eind 2022 bracht Simon zijn debuutalbum Zoveel nog te doen uit bij het Belgische platenlabel Fake Records. In 2023 toerde hij als support act mee met Tourist LeMC. Hij verzorgde ook het voorprogramma van andere artiesten zoals Brihang, Benny Sings, en Typhoon.
Simon is ook muzikant in de indieband I'm The Hug.